# Erebia medusa
Erebia medusa är en fjärilsart som beskrevs av Moritz Balthasar Borkhausen 1788. Erebia medusa ingår i släktet Erebia och familjen praktfjärilar. Inga underarter finns listade i Catalogue of Life.

## Bildgalleri

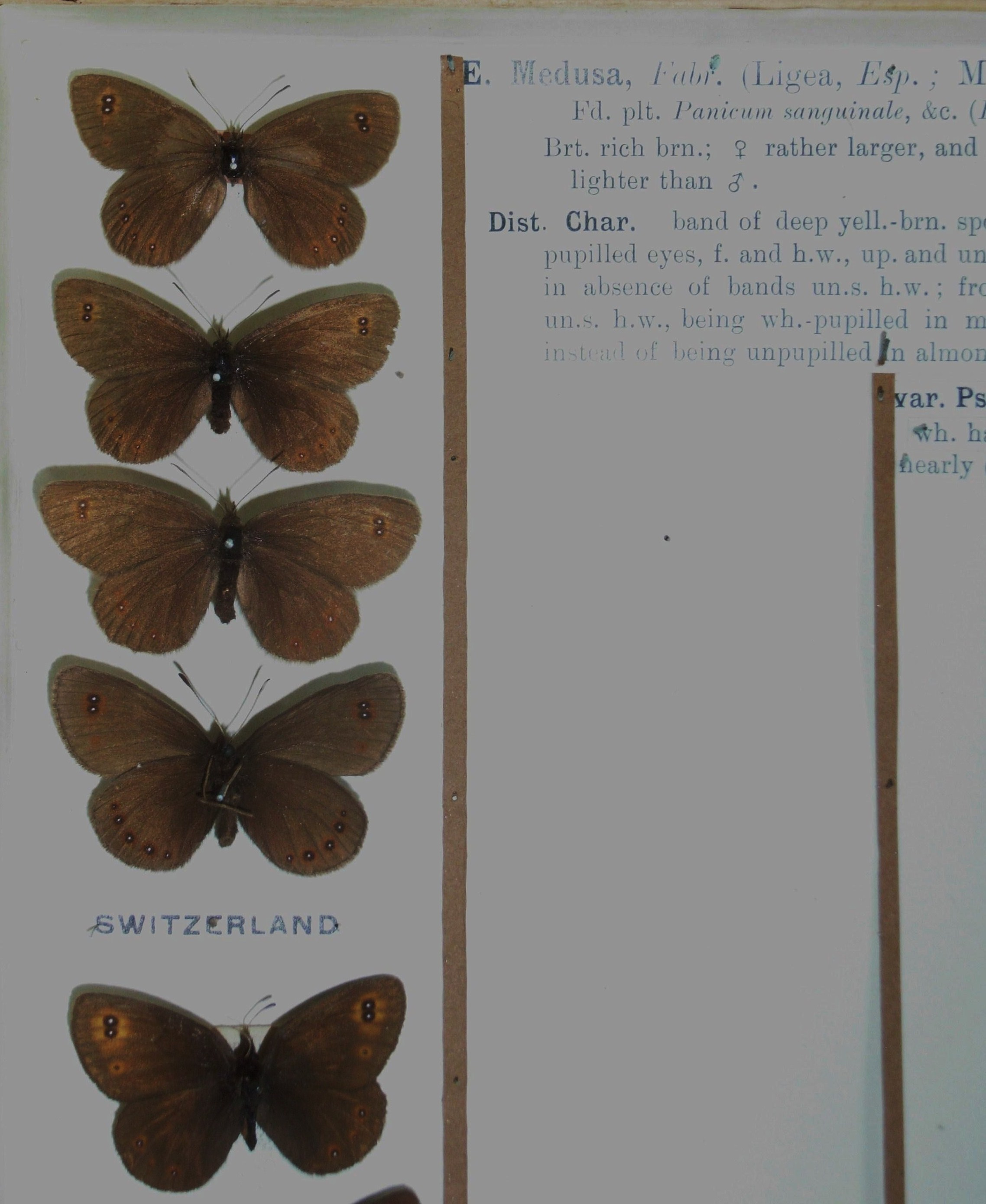
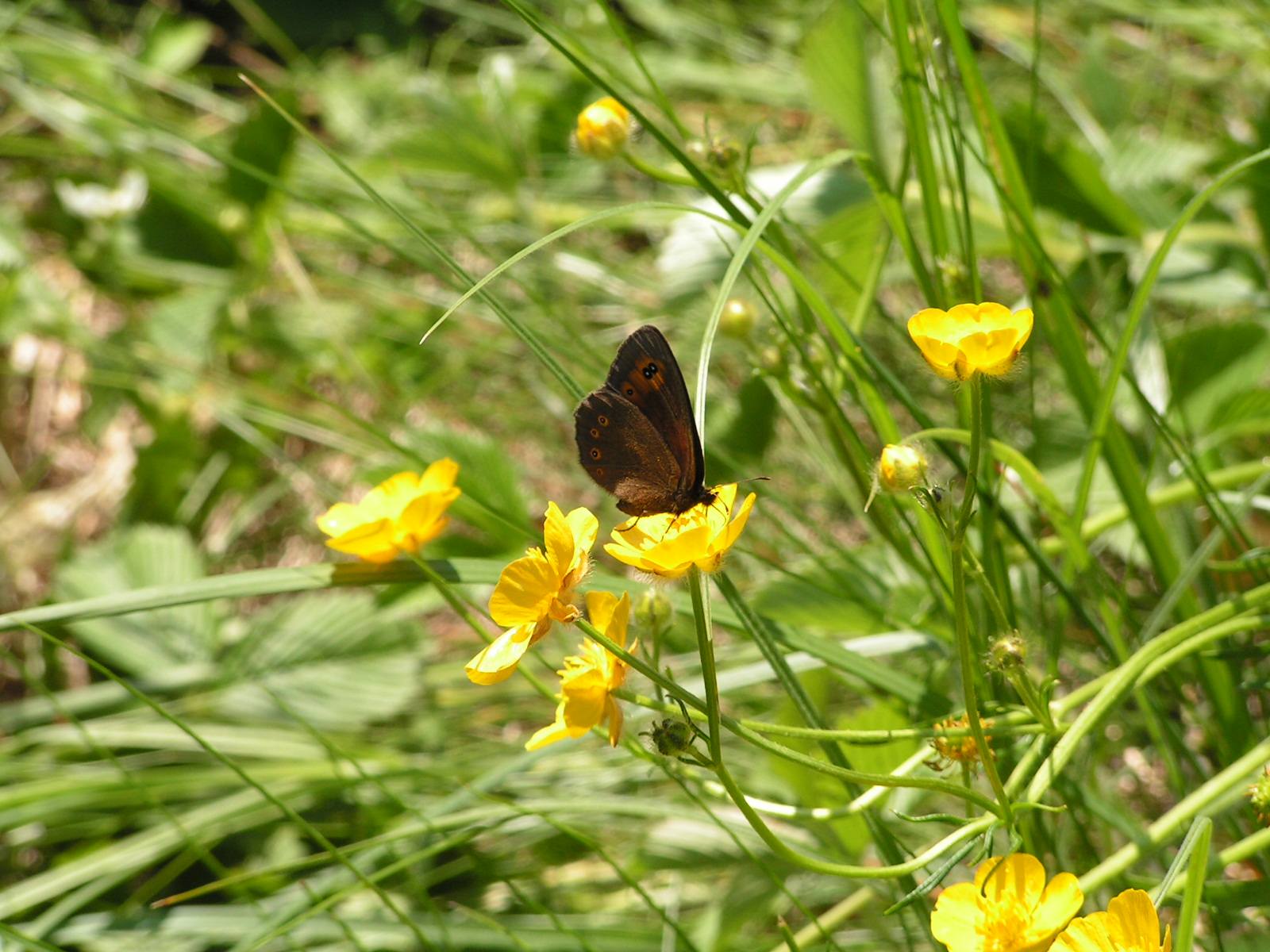